# Rio Caran
O Rio Caran é um rio da Romênia, afluente do Iercicu, localizado no distrito de Timiş.